# Ґурма
Ґурма (ґурманче — хаусанське позначення всіх народів, що живуть на правому березі Нігера; самоназв. bimba , binumba, bigulimancheba) — народ групи ґур в Західній Африці. Живуть в основному на сході Буркіна-Фасо (707 тис. ос. — Провінції Ньянья, Яга, Комонджарі, Ґурма, Тапоа, Компієнга), а також південному заході Нігеру (36 тис. ос. на південному заході провінції Тіллабері), в Нігерії (32 тис. ос.), на півночі Беніну (42 тис. ос. в деп. Атакор і Аліборі), північному сході Того (206 тис. ос. на північному сході області Саван), півночі Гани (11 тис. ос.). Загальна чисельність понад 1 млн осіб.
Разом з власне гурма в підгрупу гурма об'єднуються наступні споріднені народи, що живуть на північному сході Гани, півночі Того та північному заході Беніну:
- Моба (415 тис. ос.),
- Конкомба (бікпампам, 571 тис. ос.),
- Бассарі (чамба, каселі, 240 тис. ос.),
- Гангам (ньян-ньян, 68 тис. ос.),
- Натені (натемба, 47 тис. ос.)
- Соруба (бійобе, 11 тис. ос.)

Їх мови відносяться до оті-вольтійської групи північної підгілки центральної гілки мов ґур. Писемність на ґурма на латинській основі (в Буркіна-Фасо на ній видається преса, ведуться радіопередачі і шкільне навчання, в Нігері — офіційна мова), в Буркіна-Фасо говорять також на мооре та французькою.

## Історія
Ґурма відчули вплив мосі, під впливом яких в XIII в. створили раньополітичне утворення Ґурма (Фада-Ґурмае, Фада Н'Ґурма, з 1810 року — в залежності від держави мосі Уагадугу), наприкінці XIX в. завойоване Францією.
Існував розподіл на верхівку, вільних общинників і залежних (невільників і кабальників). Ґурма поділялась на 17 провінцій, очолюваних вождями (мбар), що належать до правлячої династії.

## Етнографія
Традиційна культура типова для народів Суданської підобласті Західної Африки. Основні заняття — ручне землеробство (просо, сорго, фоніо), скотарство (молоко в їжу не вживають). Розвинені гончарство (серед жінок), вироблення шкіри, ткацтво, плетіння.
Поселення розкидані, до 2 тис. жит., житло — кругле глинобитне. Садиба часто обнесена глинобитним парканом і служить загоном для худоби.
Зберігаються великородинні громади, патрилінійні роди, вікові інститути, обряди чоловічих і жіночих ініціацій (зі зміною імені), полігінія, левірат, сорорат, шлюбний викуп.

## Релігія
В основному зберігають традиційні вірування, до 15 % — християни, в Буркіна-Фасо близько 40 % — мусульмани-суніти.
Традиційні вірування — культи предків, верховного божества Єду та ін., значним впливом користуються жерці культу землі («хранителі землі»).